# لمدافعية (أولاد سليم)
لمدافعية هو دُوَّار يقع بجماعة سيدي موسى لمهاية، عمالة وجدة أنكاد، جهة الشرق في المملكة المغربية. ينتمي الدوّار لمشيخة أولاد سليم التي تضم 4 دواوير. يقدر عدد سكانه بـ 48 نسمة حسب الإحصاء الرسمي للسكان والسكنى لسنة 2004.

## روابط خارجية
- البوابة الوطنية للجماعات الترابية نسخة محفوظة 12 مارس 2018 على موقع واي باك مشين.
- المندوبية السامية للتخطيط